# Liste der Kulturdenkmale in Chrieschwitz

Lage der Gemarkung Chrieschwitz in Plauen

In der Liste der Kulturdenkmale in Chrieschwitz sind die Kulturdenkmale der Plauener Gemarkung Chrieschwitz (Ortsteile Chrieschwitz, Alt Chrieschwitz und Preißelpöhl) verzeichnet, die bis September 2024 vom Landesamt für Denkmalpflege Sachsen erfasst wurden (ohne archäologische Kulturdenkmale). Die Anmerkungen sind zu beachten.
Diese Aufzählung ist eine Teilmenge der Liste der Kulturdenkmale in Plauen.

## Liste der Kulturdenkmale in Chrieschwitz
| Bild                                    | Bezeichnung                                                                                              | Lage                                        | Datierung                                                                          | Beschreibung | ID       |
| --------------------------------------- | --- | ------------------------------------------- | ---------------------------------------------------------------------------------- | --- | -------- |
|                                         | Ehemaliges Wohnstallhaus                                                                                 | Burgweg 10 (Karte)                          | Um 1850                                                                            | Zeit- und landschaftstypisches, leicht modernisiertes Bauernhaus, heimatgeschichtliche Bedeutung. Ländliches Wohnhaus, nahe dem Rittergut, Bestandteil des Ortskerns des von der Stadt Plauen überformten Dorfes, ehemaliges Wohnstallhaus mit massivem Erdgeschoss und verbrettertem Fachwerk-Obergeschoss, regionaltypische Holzbauweise der Mitte des 19. Jahrhunderts, vermutlich ist der Stallteil nicht mehr original, ansonsten mit erhaltener Konstruktion, Krüppelwalmdach ohne Ausbauten, mit leichtem Überstand, Verbretterung und Dachdeckung neueren Datums, originale Baukonstruktion allerdings erhalten. | 09246998 |
|                                         | Rittergut Chrieschwitz (Sachgesamtheit)                                                                  | Burgweg 11 (Karte)                          | 1884                                                                               | Sachgesamtheit Rittergut mit Herrenhaus (Einzeldenkmal 09301836) und Wirtschaftshof (Sachgesamtheitsteile); regionalhistorisch bedeutsame Anlage, baulich teilweise verändert. Wirtschaftsgebäude auf historischem Grundriss, Gebäude überformt, ein Gebäude noch ursprüngliche Fassadengestaltung teilweise bewahrt, zweigeschossig, waagerechte Fensterverdachungen im ersten Obergeschoss, Holzschiebetore erneuert, Walmdach, in Stallgebäuden noch teilweise gusseiserne Säulen und preußisches Kappengewölbe. 1551 urkundlich erwähnt, ab 1589 im Besitz des Plauener Stadtrats, 1884 Bau des Herrenhauses, ab 1901 im Besitz der Familie Walther, nach 1945 enteignet. | 09246999 |
|                                         | Herrenhaus (Einzeldenkmal zu ID-Nr. 09246999)                                                            | Burgweg 11 (Karte)                          | 1884                                                                               | Einzeldenkmal innerhalb des Rittergutes; regionalhistorisch bedeutsam, baulich teilweise verändert. Zweigeschossiger Putzbau mit prägendem Mansarddach, dreiachsiger Mittelrisalit (Triplefenster), Lisenengliederung, verkröpftes Gurtgesims, Mittelrisalit gestalterisch auch betont durch Fensterverdachungen mit Dreieckgiebeln und waagerechtem Gebälk. | 09301836 |
|                                         | Empfangsgebäude des Bahnhofs Plauen (Vogtl.)-Chrieschwitz                                                | Hammerplatz 7 (Karte)                       | 1923                                                                               | Traditioneller, vom Heimatstil geprägter Bahnbau an der Bahnstrecke Gera Süd–Weischlitz (6269, sä. GWz, Elstertalbahn) und der Bahnstrecke Lottengrün–Plauen (6669; sä. LPC) von bau- und stadtgeschichtlichem Wert. Eingeschossig, Sichtfachwerkkonstruktion, Gefache sechs große Fenster ermöglichend, mittiger Eingang, flachgeneigtes Walmdach. | 09247253 |
|                                         | Reliefwand am ehemaligen Heizkraftwerk (heute Umformerstation)                                           | Kurt-Tucholsky-Straße 63, 65 (Karte)        | 1973                                                                               | Zeittypisches Gestaltungselement von geschichtlicher und künstlerischer Bedeutung. Aus verschiedenen vorgefertigten Betonelementen bestehende Reliefwand; mit abstrakten Formen wurden in unterschiedlichen Kombinationen Wandflächen, aber auch Trennwände im städtischen Raum gestaltet. Diese Reliefwand zählt zu den wenigen noch original erhaltenen Gestaltungen des überregional bedeutenden Konzeptkünstlers Karl-Heinz Adler. | 09300083 |
|                                         | Denkmal für die Gefallenen des Ersten Weltkrieges                                                        | Möschwitzer Straße, Ecke Friesenweg (Karte) | Um 1920                                                                            | Von ortsgeschichtlicher Bedeutung, Sarkophag auf Steinsockeln mit Inschrift "1914/1918 Ruhm und Ehre unseren Gefallenen", flankiert von zwei Eisernen Kreuzen | 09246995 |
|                                         | Wohnhaus mit winklig angebautem Seitengebäude, zwei Ziegelscheunen und Fachwerkscheune eines Bauernhofes | Möschwitzer Straße 85 (Karte)               | Um 1750 (Seitengebäude); 2. Hälfte 18. Jahrhundert (Bauernhaus); um 1900 (Scheune) | Strukturprägendes Bauensemble für den ländlichen, ansonsten von der Stadt Plauen überformten Kern von Alt Chrieschwitz, daher von ortsentwicklungsgeschichtlicher und bildprägender Bedeutung. Die Bauten mit Holzkonstruktion zum Teil auf das 18. Jahrhundert zurückgehend, baugeschichtliche Relevanz. - Das Wohnhaus gehört somit zu der ältesten Bausubstanz und zu den wenigen noch erhaltenen Fachwerkbauten des Ortes; teilweise verputzt bzw. verändert, ansonsten weitgehend erhalten mit Eckstreben, Schwelle leicht vorkragend mit Abfasung, Rähm Erdgeschoss erhalten, Erdgeschoss massiv (vermutlich Bruchstein), Satteldach - Seitengebäude: kräftige Ständer mit gezapften Kopfbändern, möglicherweise ursprünglich mit Oberlaube - Fachwerkscheune im Obergeschoss verbrettert, Erdgeschoss teilweise massiv, großes Holzschiebetor. Die beiden Ziegel-Wirtschaftsgebäude um 1900, eines mit Garageneinbau. | 09247000 |
|                                         | Vierseithof mit Wohnstallhaus, zwei Seitengebäuden und Scheune                                           | Möschwitzer Straße 93 (Karte)               | Um 1800 (Wohnhaus); um 1900 (Seitengebäude)                                        | Zeit- und landschaftstypischer Bauernhof, Strukturbestandteil der alten Ortskernbebauung und heimatgeschichtlich von Bedeutung; nördliches Gebäude zwischen 2008 und 2016 abgerissen. - Wohnstallhaus eines der wenigen gut erhaltenen des Ortes: Fachwerk-Obergeschoss, teilweise verputzt, ein historisches Schiebefenster im Giebeldreieck, Krüppelwalmdach, Erdgeschoss massiv mit Winterfenstern - Scheune zweigeschossig, Fachwerk verbrettert, Satteldach - Seitengebäude: Erdgeschoss Ziegelmauerwerk, Fachwerk-Obergeschoss verbrettert, flachgeneigtes Satteldach - Zweites Seitengebäude: keine gestalterischen Besonderheiten, Ziegelmauerwerk verputzt, zweigeschossig, Satteldach | 09247001 |
| Direkt Bild zu diesem Denkmal hochladen | Mietshaus                                                                                                | Schrödelstraße 18 (Karte)                   | Um 1900                                                                            | Straßenbildprägend, wichtiger Bestandteil der homogen angelegten Schrödelstraße am nordöstlichen Stadtrand Plauens im Stadtteil Alt Chrieschwitz, von baugeschichtlichem Wert und prägend für die Stadterweiterungsarchitektur Plauens | 09307452 |

## Ehemaliges Denkmal
| Bild | Bezeichnung                  | Lage                      | Datierung | Beschreibung                                                  | ID |
| ---- | ---------------------------- | ------------------------- | --------- | ------------------------------------------------------------- | -- |
|      | Wohnhaus in offener Bebauung | Langenberggasse 2 (Karte) |           | Mit Schopfwalmdach; nach 2009 von der Denkmalliste gestrichen |    |

## Tabellenlegende
- Bild: Bild des Kulturdenkmals, ggf. zusätzlich mit einem Link zu weiteren Fotos des Kulturdenkmals im Medienarchiv Wikimedia Commons. Wenn man auf das Kamerasymbol klickt, können Fotos zu Kulturdenkmalen aus dieser Liste hochgeladen werden:
- Bezeichnung: Denkmalgeschützte Objekte und ggf. Bauwerksname des Kulturdenkmals
- Lage: Straßenname und Hausnummer oder Flurstücknummer des Kulturdenkmals. Die Grundsortierung der Liste erfolgt nach dieser Adresse. Der Link (Karte) führt zu verschiedenen Kartendiensten mit der Position des Kulturdenkmals. Fehlt dieser Link, wurden die Koordinaten noch nicht eingetragen. Sind diese bekannt, können sie über ein Tool mit einer Kartenansicht einfach nachgetragen werden. In dieser Kartenansicht sind Kulturdenkmale ohne Koordinaten mit einem roten bzw. orangen Marker dargestellt und können durch Verschieben auf die richtige Position in der Karte mit Koordinaten versehen werden. Kulturdenkmale ohne Bild sind an einem blauen bzw. roten Marker erkennbar.
- Datierung: Baubeginn, Fertigstellung, Datum der Erstnennung oder grobe zeitliche Einordnung entsprechend des Eintrags in der sächsischen Denkmaldatenbank
- Beschreibung: Kurzcharakteristik des Kulturdenkmals entsprechend des Eintrags in der sächsischen Denkmaldatenbank, ggf. ergänzt durch die dort nur selten veröffentlichten Erfassungstexte oder zusätzliche Informationen
- ID: Vom Landesamt für Denkmalpflege Sachsen vergebene, das Kulturdenkmal eindeutig identifizierende Objekt-Nummer. Der Link führt zum PDF-Denkmaldokument des Landesamtes für Denkmalpflege Sachsen. Bei ehemaligen Kulturdenkmalen können die Objektnummern unbekannt sein und deshalb fehlen bzw. die Links von aus der Datenbank entfernten Objektnummern ins Leere führen. Ein ggf. vorhandenes Icon  führt zu den Angaben des Kulturdenkmals bei Wikidata.